# Гулюткин, Владимир Яковлевич
Владимир Яковлевич Гулюткин (род. 29 марта 1942 или 24 марта 1942, Кизел, Молотовская область) — советский борец вольного стиля, чемпион и призёр чемпионатов СССР, чемпион Европы, чемпион и призёр чемпионата мира, Заслуженный мастер спорта СССР (1970).

## Биография
Участвовал в 11 чемпионатах страны. Член сборной команды страны в 1968—1976 годах. Оставил большой спорт в 1976 году. В 1970 году был награждён орденом «Знак Почёта».

## Спортивные результаты
- Чемпионат СССР по вольной борьбе 1966 года — ;
- Вольная борьба на летней Спартакиаде народов СССР 1967 года — ;
- Чемпионат СССР по вольной борьбе 1968 года — ;
- Чемпионат СССР по вольной борьбе 1969 года — ;
- Чемпионат СССР по вольной борьбе 1970 года — ;
- Чемпионат СССР по вольной борьбе 1971 года — ;
- Вольная борьба на летней Спартакиаде народов СССР 1971 года — ;
- Чемпионат СССР по вольной борьбе 1972 года — ;
- Чемпионат СССР по вольной борьбе 1973 года — ;
- Вольная борьба на летней Спартакиаде народов СССР 1975 года — ;